# Östra Karup
Östra Karup – miejscowość (tätort) w południowej Szwecji, położona w regionie administracyjnym (län) Skania (gmina Båstad).
Östra Karup położony jest po północnej stronie pasma Hallandsås, przy drodze E6/E20. Jest to jedyna miejscowość (tätort) regionu administracyjnego (län) Skania, która równocześnie nie leży w krainie historycznej (landskap) Skania, lecz w krainie (landskap) Halland.
W Östra Karup znajduje się kamienny kościół, zbudowany w XI-XII wieku, wielokrotnie przebudowywany.
W 2010 Östra Karup liczył 594 mieszkańców.